# Saint-Germain-près-Herment
Saint-Germain-près-Herment település Franciaországban, Puy-de-Dôme megyében. Lakosainak száma 62 fő (2022. január 1.). Saint-Germain-près-Herment Laroche-près-Feyt, Bourg-Lastic, Briffons, Herment, Lastic, Sauvagnat és Verneugheol községekkel határos.

## Népesség
A település népessége az elmúlt években az alábbi módon változott:
| Lakosok száma | 80   | 83   | 85   | 84   | 78   | 72   | 66   | 64   | 62   |
|               | 2013 | 2015 | 2016 | 2017 | 2018 | 2019 | 2020 | 2021 | 2022 |